# Pseudocoremia ampla
Pseudocoremia ampla là một loài bướm đêm trong họ Geometridae.